# Україна-етнос (довідник)
«Украї́на—Е́тнос» — науковий понятійно-термінологічний словник-довідник з етнологічних та дотичних до них проблем українознавства. Виданий 2006 р. у Києві НДІ українознавства.
Розрахований на студентів. аспірантів, учителів, викладачів, науковців, усіх, кого цікавить етнологічна проблематика українознавства.

## Зміст, структура, обсяг
Містить певну частину етнологічних понять і термінів, а також інших, що стосуються етнологічних проблем українознавства (насамперед з історії та археології України).
Структурно праця складається з понад 100 понятійно-термінологічних статей різного обсягу, розташованих за абеткою.
Стаття зазвичай містить визначення певного поняття та його розгорнуте тлумачення.
Словник-довідник друковано на 224 сторінках формату А 4 (без ілюстрацій), що становить 16,9 обліково-видавничих аркушів.

## Авторський колектив
Авторський колектив: 10 працівників НДІУ. Тексти статей представлено в редакції авторів.

## Значення праці
Перше понятійно-термінологічне видання НДІ українознавства. У ньому систематизовано певну частину українознавчої терміносистеми етнологічного спрямування.
Велику частину статей цього видання використано при створенні енциклопедичного довідника «Українознавство» (що готується до друку), Українського геополітичного словника (2010) та в інших виданнях. Деякі статті цього видання використано при створенні Наукового інструментарію українознавця (2012), при створенні та редагуванні статей Вікіпедії (Анклав етнічний, Геноцид, Етнічна антропологія, Етнічна географія, Етнічна територія, Етнічні землі, Етноцид, Межа української етнічної території, Українська етнічна територія, Українці тощо).

## Джерело
Україна—Етнос — науковий понятійно-термінологічний словник-довідник з етнологічних та дотичних до них проблем українознавства/ НДІУ. Авт.: Фігурний Ю. С. (керівник), Чирков О. А. (координатор), Баран В. Д., Баран Я. В., Данилюк-Кульчицька О. П., Лєбєдєва О. В., Мартинова В. А., Терпиловський Р. В., Шостак М. В., Ятченко В. Ф. — К., 2006. — 224 с.